# داشنا
داشنا (به لهستانی:  Daszyna) یک روستا در لهستان است که در گمینا داشنا واقع شده‌است. داشنا ۶۰۰ نفر جمعیت دارد.